# Gregorio Jover
Gregorio Jover Cortés (Teruel, 1891 – Messico, 22 marzo 1964) è stato un anarchico spagnolo.
Comandante della 28. Divisione o "Colonna Ascaso" (di cui farà parte la Colonna Rosselli) nella guerra di Spagna, ha combattuto contro i fascisti sul cruento fronte di Aragona.
Di lavoro faceva il falegname ed espletò gli obblighi militari a Barcellona. È stato cofondatore del gruppo Los Solidarios e con Buenaventura Durruti ha organizzato l'attentato contro il Primo Ministro Eduardo Dato, l'8 marzo 1921, ma senza partecipare all'azione conseguente.
Gregorio Jover, Francisco Ascaso, Buenaventura Durruti e la maggior parte dei miliziani del gruppoLos Solidarios dovettero riparare in Francia dopo l'avvento al potere del dittatore Miguel Primo de Rivera nel 1923; molti del gruppo saranno uccisi nel periodo attorno al 1922/1923. Dalla Francia, nel 1924, passò in America Latina con Buenaventura Durruti e nel 1926 ritornò in Europa; nel 1927 Jover organizzò un attentato contro il re spagnolo Alfonso XIII, e riuscì a sfuggire alla cattura cosicché nel 1931, con la proclamazione della Repubblica tornò a Barcellona e riprese il lavoro come uno dei maggiori organizzatori della CNT.
Nel maggio del 1937, quando Barcellona insorse contro il tentativo stalinista di mettere sotto controllo le formazioni anarchiche (e del POUM), un gruppo chiamato gli Amigos de Durruti, che non accettava più la mediazione da parte della Federazione Anarchica Iberica CNT con gli stalinisti, costituito da 5000 persone, circa partecipò agli scontri fra le due frange del movimento antifascista; tale gruppo era appoggiato da militanti anarchici come Liberto Callejas, Ada Martí, Maximo Franco comandante della Columna Roja y Negra e dallo stesso Gregorio Jover.
Nella Columna Roja y Negra, nella Colonna Ascaso (comandata da Jover), nella colonna del Barrio, nel Battaglione Matteotti (battaglione formato nel gennaio 1937 all'interno della Colonna Buenaventura Durruti), nella Divisione Carlo Marx, ne La Columna de Hierro, nella Colonna Tierra y Libertad, nella Divisione Hortiz, nella Colonna Lenin e nel Battaglione della Morte ovvero centuria anarchica Errico Malatesta (comandante Francesco Fausto Nitti) che confluì poi nelle Brigate Internazionali erano presenti in tutto circa 500 italiani fra anarchici e comunisti antistalinisti.